# Nghệ An
Nghệ An is een provincie van Vietnam.
Nghệ An telt 2.858.265 inwoners op een oppervlakte van 16.381 km².

## Districten
Nghệ An is verdeeld in twee steden (Vinh en Cửa Lò) en zeventien districten:
- Anh Sơn
- Con Cuông
- Diễn Châu
- Đô Lương
- Hưng Nguyên
- Kỳ Sơn
- Nam Đàn
- Nghi Lộc
- Nghĩa Đàn
- Quế Phong
- Quỳ Châu
- Quỳ Hợp
- Quỳnh Lưu
- Tân Kỳ
- Thanh Chương
- Tương Dương
- Yên Thành